# Neocorestheta baloghi
Neocorestheta baloghi är en skalbaggsart som beskrevs av Stefan von Breuning 1978. Neocorestheta baloghi ingår i släktet Neocorestheta och familjen långhorningar. Inga underarter finns listade i Catalogue of Life.